# Eleusa (ciutat)
Eleusa (en grec antic Ἐλεοῦσσα) era una ciutat de la costa de la Cilícia Tràquea, situada en una illa que portava el mateix nom molt propera a la costa. Segons Esteve de Bizanci s'anomenava Ἐλαιοῦσσα ('Elaioúsa'), nom que també li dona Plini el Vell.
Després de la batalla d'Àccium, segurament l'any 25 aC, Octavi va afegir al regne d'Arquelau de Capadòcia la Cilícia i l'Armènia Menor. Arquelau va fundar Eleusa i la va fer la seva residència, segons diu Estrabó. Més tard, la ciutat i l'illa van prendre el nom de Sebaste (Σεβαστή), en honor d'August.